# Jiří Taufer
Jiří Taufer (5. července 1911 v Boskovicích – 3. prosince 1986 v Praze) byl český básník, překladatel a politický pracovník.

## Život
Byl synem moravského básníka a prozaika Františka Taufera a bratrem rektora University 17. listopadu prof. JUDr. Otakara Taufera, CSc. (1909–81).
Během třicátých let byl vězněn za vydávání tiskoviny Proletářská rovnost a Antifašista. V roce 1939 emigroval přes Polsko do SSSR, kde působil v Československém rozhlase v Moskvě. Od roku 1951 členem předsednictva Svazu československých spisovatelů. V roce 1952 člen tiskové komise pro proces s Rudolfem Slánským. 1954–1956 náměstek ministra kultury. 1956–1966 spisovatel a překladatel z povolání. 1966–1971 velvyslanecký rada v Moskvě, 1972–1982 člen předsednictva Svazu českých spisovatelů. Vedl redakční radu Literárního měsíčníku a v roce 1982 redakci Kmene.
Mimo vlastní literární a politickou činnost byl Taufer velmi uznávaným překladatelem z ruštiny (kompletní dílo Majakovského, jazykově nesmírně náročné překlady z Chlebnikova), výjimečně i z jiných jazyků, například z ázerbájdžánštiny.

## Kampaň na Seiferta
V roce 1949 udal Taufer Jaroslava Seiferta poté, co v pražské vinárně u Jana Goldhamera zaslechl u stolu Seifertův hanlivý výrok o sovětských básnících: „Raději vidím francouzského básníka zvracet, než sovětského skládat verše." U tohoto incidentu bylo přítomno několik dalších osob (Vladimír Holan, Lumír Čivrný, Ladislav Fikar a Karel Konrád). Podle jiných zdrojů Jiří Taufer Seiferta neudal, neboť se sám později stavěl proti jeho vyloučení ze svazu spisovatelů.

## Komunista Taufer
Od září 1945 byl členem Lektorské rady ÚV KSČ, té od září 1947 do května 1948 předsedal. Členem ÚV KSČ byl v letech 1946–1954. V letech 1945–1948 byl členem literární sekce Společnosti pro kulturní a hospodářské styky s SSSR. V roce připojil svůj podpis pod výzvu prokomunistické inteligence Kupředu, zpátky ni krok!, jež byla publikována dne 25. února 1948 na podporu komunistického převratu. Od února 1948 byl členem Ústředního akčního výboru Národní fronty v Syndikátu českých spisovatelů, od června 1948 do roku 1949 byl velvyslancem v Jugoslávii a současně velvyslancem v Albánii. Od března 1949 byl na I. sjezdu Svazu československých spisovatelů zvolen do ústředního výboru. V roce 1949–1950 byl náměstkem ministra zahraničí, poté až do roku 1953 působil jako náměstek na Ministerstvu informací a osvěty. Od dubna 1950 byl členem předsednictva kulturní rady ÚV KSČ. V roce 1951 byl oceněn poprvé, byla mu udělena Státní cena Klementa Gottwalda. 